# Стоян Денчев
Стоян Георгиев Денчев е български икономист и политик, професор, доктор на икономическите науки, ректор (2002 – 2018) и председател на Общото събрание (от 2018 г.) на Университета по библиотекознание и информационни технологии (УниБИТ) в София. Главен секретар на Министерския съвет на Република България в правителството на Любен Беров. Почетен консул на Султанат Оман в България.

## Биография
Роден е на 11 февруари 1953 г. в Елхово. Завършва специалност „Основи на кибернетиката и теория на управлението“ в Математическия факултет на Софийския държавен университет през 1978 г. От 1978 до 1986 г. работи в Централния машиностроителен институт. От 1986 до 1988 г. е директор по научните въпроси в Информационния център за трансфер на технологии „Информа“, София, а през 1988 – 1989 е заместник генерален директор на „Информа“. Последователно става кандидат на техническите науки, доцент, гост-доцент в университета в Бъркли, Калифорния, доктор на науките, професор.
Съветник в правителството на Димитър Попов през 1991 г. Началник на отдел при първото правителство на СДС на Филип Димитров (1991 – 1992), специалист по структурната реформа. Главен секретар в правителството на Любен Беров през 1993 – 1994 г. посланик във Финландия през 1994 г. Депутат в XXXVII народно събрание, избран с листата на ДПС. Заместник-председател на парламентарната група на ДПС; през 1995 – 1997 г. е заместник-председател на парламентарната Комисия по външна политика. До юни 1998 г. е политически секретар на Обединението за национално спасение, което напуска, като става вицепрезидент на Мултигруп.
От 2002 е ректор на Колежа по библиотекознание и информационни технологии, а от 2010 до декември 2018 г. е ректор на същия колеж, преименуван в Университет по библиотекознание и информационни технологии. Между 2006 и 2011 г. е председател, а от 2011 г. – почетен председател на Съюза на народните читалища.
Почетен гражданин на Одрин.

## Отношения с Държавна сигурност
Сътрудник на Държавна сигурност, II главно управление, 1 отдел, 1 отделение, от 8 юли 1988 г. до 1990 г.